# Symmoria
Symmoria (stgr. συμμορία) – w starożytnych Atenach grupa zamożnych obywateli zobowiązanych płacić poszczególne podatki na rzecz polis. 
Członkowie symmorii płacili od 387/386 p.n.e. eisforę, a od 358/357 p.n.e. trierarchię, zwaną też liturgią. Najbogatsi z członków płacili podatki pieniężne za pozostałych, odbierając później od nich należne sumy. 